# Hanneke Drenth
Hanneke Drenth (Velsen, 1980) is een Nederlands actrice en zangeres. Zij studeerde aan de Hogeschool voor de Kunsten in Arnhem en aan de Koningstheateracademie in Den Bosch.
Tot 2014 vormde ze samen met Anne van Rijn het cabaret-duo Dames Voor Na Vieren. In 2004 wonnen ze de Wim Sonneveldprijs met hun voorstelling Kroost. Drenth was te zien in de televisieserie Smeris op BNN. Tevens was ze te zien in het sketchprogramma Wannabees van RTL4. Van 2007 tot en met 2022 was Drenth de vaste zangeres van het radioprogramma Spijkers met Koppen. In 2017-2018 speelde ze de rol van Jasperina de Jong in de musical Adèle Conny Jasperina – De Grote Drie. Samen met Ellen Dikker en Dianne Liesker trad ze in 2019-2020 op in het theaterprogramma Tis hier geen hotel.
In september 2023 vertolkte Drenthe de rol van Floor in de bioscoopfilm Happy Single.